# Isothea imazekii
Isothea imazekii är en svampart som beskrevs av Kobayasi 1972. Isothea imazekii ingår i släktet Isothea och familjen Phyllachoraceae.   Inga underarter finns listade i Catalogue of Life.